# 郑妮娜力
郑妮娜力（1998年11月12日—）又名妮娜·舒尔茨（Nina Schultz），中国田径运动员，曾参加七項全能和五项全能比赛。

## 生平
1998年出生時為加拿大公民，並一度代表加拿大参加比赛。後選擇歸化中华人民共和国並於2021年4月代表中國隊比賽。她也是中國首位歸化田徑運動員。其弟弟郑泰（Ty Schultz）是冰球运动员，也已归化入籍中国并改名为郑恩来，作为中國男子冰球代表隊的一员参加北京冬奥会冰球比赛。

## 家庭
郑妮娜力是中国田径名将郑凤荣和段其炎的外孫女，母亲Debra Duan在20世纪90年代移民加拿大。